# Danane
Danàne (in somalo Ceel Dhahanaan, in arabo El-Danan), è un villaggio della regione di Mudugh, nella Somalia centrosettentrionale che si affaccia sull'Oceano Indiano.